# Instituto Nacional sobre el Abuso de Drogas
El National Institute on Drug Abuse o NIDA (en español: Instituto Nacional sobre el Abuso de Drogas) es una institución del gobierno estadounidense cuya misión es avanzar en el conocimiento de las causas y consecuencias del uso y la adicción a las drogas, y aplicar ese conocimiento para mejorar la salud pública e individual.
Esto incluye estratégicamente dar soporte y conducir investigaciones básicas y clínicas sobre el abuso de drogas (incluyendo el alcohol y el tabaco), sus consecuencias, y los mecanismos neurobiológicos, de comportamiento y sociales involucrados; y asegurar la efectiva traslación, implementación y diseminación de investigaciones científicas para mejorar la prevención y el tratamiento de uso de sustancias y desórdenes, y mejorar la conciencia pública de las adicciones como un desorden mental.